# تيري أتكينسون
تيري أتكينسون (بالإنجليزية: Terry Atkinson)‏ هو رسام بريطاني، ولد في 1939 في Thurnscoe ‏ في المملكة المتحدة.